# Oued Djebbana
Oued Djebbana, ook bekend als Bir el-Ater 1, is een archeologische vindplaats aan de rand van de plaats Bir el-Ater in de provincie Tébessa in het noordoosten van Algerije. Het is de typesite van de Atérien-cultuur, vernoemd naar Bir el-Ater. De site werd voor het eerst opgegraven in 1933 door de Franse archeoloog Jean Bouysonnie. Deze vond vond stenen werktuigen zoals schrabbers en de karakteristieke gesteelde punten van wat naar de nabijgelegen plaats de Atériencultuur genoemd werd. Ook vond hij doorboorde schelpen van Nassarius gibbosulus die waarschijnlijk als kralen gebruikt werden. Verdere opgravingen werden verricht in de jaren 1940-50 door Léon en Lionel Balout, en meer recent in 2007-2008 door Abdelkader Heddouche en Mohamed Sahnouni.

## Schelpen
De laag waar de schelpen gevonden werden, werd recent C14-gedateerd op 35.000 BP. De gevonden schelpen geven inzicht in het symbolisch gedrag van de vroege moderne mens. Vergelijkbare schelpen werden gevonden in de Blombosgrot in Zuid-Afrika, de Skhul-grot in Israel en de Grot van Tafoughalt in Marokko. Opmerkelijk aan de Algerijnse vondsten is dat de site zich op een afstand van 160 km van de zee bevindt, hetgeen een vorm van handel over grotere afstand nodig maakte.